# Aktia Pankki
Aktia Pankki Oyj  (suédois : Aktia Bank Abp) est une banque de dépôt en Finlande.

## Histoire
Aktia est issue de la plus ancienne banque de dépôt de Finlande, fondée en 1825 sous le nom de Helsingfors Stads Sparbanks Inrättning. En 1891, la banque a changé de nom pour devenir Helsingfors Sparbank.
Aktia a atteint sa forme actuelle en 1991, lorsque différentes caisses d'épargne fusionnent pour former Säästöpankki Aktia (Banque d'épargne Aktia). 
Le nom a été changé en Aktia Säästöpankki Oy en 1994. 

## Présentation
Le secteur géographique d'activité d'Aktia comprend le littoral bilingue de la mer Baltique et une sélection de villes en Finlande.   
En plus des services bancaires, Aktia propose également des services de gestion d'actifs, d'assurance et de courtage immobilier. 
Elle compte environ 290 000 clients (270 000 particuliers + 20 000 entreprises). 
Aktia Bank est la sixième plus grande banque de Finlande.

## Agences
Au début 2020, les agences de Aktia Pankki sont:
- Espoo
- Helsinki, Mannerheimintie
- Helsinki, Hakaniemi
- Helsinki, Munkkivuori
- Kauniainen
- Vantaa
- Kirkkonummi
- Tuusula
- Sipoo
- Tampere
- Kokkola
- Maalahti
- Pietarsaari
- Vaasa, Torikonttori
- Vöyri
- Parainen
- Turku
- Oulu

## Actionnaires
Au 29 février 2020, les dix plus grands actionnaires de Aktia Pankki étaient:
| #  | Actionnaire                 | Actions   | %     |
| -- | --------------------------- | --------- | ----- |
| 1  | Veritas Eläkevakuutus       | 6 040 391 | 8,64% |
| 2  | SLS                         | 5 803 154 | 8,30% |
| 3  | Oy Hammarén & Co Ab         | 2 964 511 | 4,24% |
| 4  | fond d'Åbo Akademi          | 2 522 173 | 3,61% |
| 5  | Oy Etra Invest Ab           | 2 000 000 | 2,86% |
| 6  | Tiiviste-Group Oy           | 2 000 000 | 2,86% |
| 7  | Aktiastiftelsen I Borgå     | 1 947 404 | 2,79% |
| 8  | Livränteanstalten Hereditas | 1 749 921 | 2,50% |
| 9  | Stiftelsen Tre Smeder Sr    | 1 713 545 | 2,45% |
| 10 | Aktiastiftelsen I Vasa      | 1 541 457 | 2,20% |